# Dominic Solanke
Dominic Ayodele "Dom" Solanke-Mitchell (sinh ngày 14 tháng 9 năm 1997) là cầu thủ bóng đá người Anh thi đấu ở vị trí tiền đạo cho câu lạc bộ hiện đang thi đấu tại Premier League là Tottenham Hotspur.
Solanke trưởng thành từ học viện đào tạo trẻ của Chelsea và có trận đấu chuyên nghiệp đầu tiên vào tháng 10 năm 2014. Anh được Chelsea cho Vitesse mượn trong mùa giải 2015-16. Tháng 7 năm 2017, anh chuyển đến Liverpool trước khi đến AFC Bournemouth vào tháng 1 năm 2019.
Solanke từng là thành viên của các đội trẻ Anh, với thành tích đáng chú ý nhất vô địch Giải vô địch bóng đá U-20 thế giới 2017, giải đấu mà anh cũng được bầu chọn là cầu thủ xuất sắc nhất. Anh được gọi vào rồi thi đấu cho đội tuyển quốc gia lần đầu vào tháng 11 năm 2017.

## Sự nghiệp câu lạc bộ

### Chelsea
Dominic Solanke sinh tại Reading, gia nhập đội trẻ của Chelsea từ năm 2004 khi mới 7 tuổi. Tháng 2 năm 2013 khi còn thuộc biên chế đội U-15 Chelsea, Solanke đã được huấn luyện viên Adrian Viveash đặc cách đôn lên đội U-18 Chelsea và có bàn thắng đầu tiên vào lưới U-18 Fulham và U-18 Crystal Palace ở mùa giải 20012-13. Kết thúc mùa giải, Solanke có 2 bàn thắng sau 10 trận ra sân.
Trong mùa giải 2013–14, Solanke ghi được 20 bàn trong 25 trận cho đội U-18 của Chelsea. Ngày 5 tháng 5 năm 2014, anh lập cú đúp ở các phút 83 và 90+2 để giúp U-18 Chelsea lội ngược dòng đánh bại U-18 Fulham 5-3 trong trận chung kết FA Youth Cup 2013-14. Tháng 7 năm 2014, anh được huấn luyện viên José Mourinho đôn lên đội hình một với lời phát biểu: "Nếu trong một vài năm tới, Baker, Brown và Solanke không được triệu tập vào đội tuyển quốc gia, tôi nên tự trách bản thân mình".

#### 2014-15
Do tiền đạo Diego Costa bị chấn thương, Solanke có tên trong đội hình dự bị của Chelsea trong trận đấu tại Premier League với Crystal Palace vào ngày 18 tháng 10 năm 2014. Ba ngày sau đó, anh có trận đấu chuyên nghiệp đầu tiên khi vào sân thay cho Oscar ở phút 73 trận thắng 6-0 trước NK Maribor tại UEFA Champions League. Điều này giúp anh trở thành cầu thủ Chelsea trẻ nhất có màn ra mắt tại Champions League.
Ở cấp độ đội trẻ, Solanke là vua phá lưới vòng bảng giải UEFA Youth League 2014-15, trong đó có một hat-trick vào lưới Sporting CP. Ngày 10 tháng 4 năm 2015, anh lập cú đúp trong trận bán kết thắng đội trẻ A.S. Roma 4-0 và ghi được bàn thắng trong trận chung kết thắng đội trẻ Shakhtar Donetsk 3-2. Đội trẻ Chelsea giành chức vô địch UEFA Youth League lần đầu tiên trong lịch sử và cá nhân Solanke là vua phá lưới giải đấu với 9 bàn thắng. Ngày 20 tháng 4, Solanke ghi bàn thắng ở những phút cuối trận chung kết lượt đi FA Youth Cup 2014-15, ấn định chiến thắng 3-1 cho Chelsea trước Manchester City. Chelsea giành chiến thắng 2-1 trong trận lượt về để có năm thứ hai liên tiếp giành chức vô địch FA Youth Cup.

#### Vitesse (2015-16)
Ngày 4 tháng 8 năm 2015, Solanke gia nhập đội bóng Hà Lan Vitesse theo thỏa thuận cho mượn trong một mùa giải. Ngày 23 tháng 8, anh có trận đấu ra mắt tại Hà Lan trong trận Vitesse thua Feyenoord 2–0. Một tuần sau đó, anh có bàn thắng đầu tiên trong chiến thắng 4-1 trước SC Cambuur khi vào sân từ ghế dự bị ở 15 phút cuối trận.
Anh có bàn thắng thứ hai trong mùa giải trong chiến thắng 5-0 trước FC Groningen ngày 4 tháng 10. Đến ngày 18 tháng 12, anh đạt đến cột mộc năm bàn thắng trong trận thắng FC Twente 5-1. Ngày 20 tháng 3 năm năm 2016, sau khi vào sân từ băng ghế dự bị, Solanke lập cú đúp giúp Vitesse giành chiến thắng 3–0 trước Groningen.
Solanke kết thúc mùa giải 2015-16 với 7 bàn thắng sau 25 trận đấu, đứng thứ ba danh sách ghi bàn trong mùa giải của Vitesse, sau Valeri Qazaishvili và Milot Rashica.

### Liverpool
Ngày 30 tháng 5 năm 2017, Solanke đồng ý gia nhập Liverpool sau khi chính thức hết hạn hợp đồng với Chelsea vào ngày 1 tháng 7 năm 2017 và Liverpool phải trả cho Chelsea phí đào tạo khoảng 3 triệu £. Anh có trận ra mắt Liverpool vào ngày 16 tháng 8 năm 2017 khi vào sân thay cho Roberto Firmino trong trận thắng 2–1 tại UEFA Champions League trước đội bóng Đức Hoffenheim.

### AFC Bournemouth
Đầu tháng 1 năm 2019, Solanke chuyển sang AFC Bournemouth theo bản hợp đồng có giá trị chuyển nhượng vào khoảng 19 triệu bảng.
Ngày 14 tháng 9 năm 2023, Solanke gia hạn thêm hợp đồng đến năm 2027.
Ngày 9 tháng 12 năm 2023, Solanke thực hiện cú đánh gót ghi bàn ở phút thứ 5, mở tỷ số 1-0 về phía Bournemouth trước Manchester United trong chiến thắng chung cuộc 3-0. Anh lập hat-trick đầu tiên trong sự nghiệp, giúp đội bóng ẩn định chiến thắng 3–2 trước Nottingham Forest vào ngày 23 tháng 12.
Ngày 12 tháng 1 năm 2024, Solanke giành giải thưởng Cầu thủ xuất sắc nhất tháng 12 của Premier League nhờ có đóng góp ghi 6 bàn thắng sau 7 trận trong tháng 12. Điều đó khiến anh trở thành cầu thủ Bournemouth đầu tiên giành được giải thưởng này.

### Tottenham Hotspur
Ngày 10 tháng 8 năm 2024, Solanke gia nhập Tottenham Hotspur và ký bản hợp đồng có thời hạn 6 năm, với mức phí chuyển nhượng 55 triệu bảng, cộng thêm 10 triệu bảng phụ phí. Ngày 19 tháng 8, anh có trận ra mắt trong trận hòa 1-1 trước Leicester City. Ngày 21 tháng 9, Solanke có bàn thắng đầu tiên của mình tại Tottenham Hotspur trong chiến thắng 3-1 trước Brentford ở vòng đấu Premier League. Ngay sau đó, anh ghi bàn trong chiến thắng 3-0 trước Qarabağ ở Europa League vào ngày 27 tháng 9. Ba ngày sau, anh có bàn thắng thứ hai cho Tottenham ở Premier League, ghi bàn thắng quyết định giúp đội bóng anh giành chiến thắng 3-0 trước Manchester United.

## Sự nghiệp đội tuyển quốc gia
Tháng 5 năm 2014, Solanke nằm trong thành phần đội tuyển Anh vô địch giải U-17 Châu Âu và anh cùng Jari Schuurman của Hà Lan là vua phá lưới tại giải đấu với bốn bàn thắng (hai bàn trong trận đấu với U-17 Thổ Nhĩ Kỳ ở vòng bảng, một bàn trong trận bán kết với U-17 Bồ Đào Nha và một bàn trong trận chung kết với U-17 Hà Lan.
Tháng 1 năm 2015, Solanke nhận danh hiệu "Cầu thủ trẻ Xuất sắc nhất nước Anh năm 2014" do các huấn luyện viên ở Anh bình chọn.
Solanke là thành viên đội tuyển U-19 Anh tham dự Giải vô địch U-19 Châu Âu 2016. Anh ghi được hai bàn thắng tại vòng bảng vào lưới U-19 Pháp và Hà Lan. U-19 Anh sau đó bị loại ở bán kết.
Ngày 14 tháng 11 năm 2017, Solanke được huấn luyện viên Gareth Southgate triệu tập lên đội tuyển bóng đá quốc gia Anh và được ra sân lần đầu trong trận giao hữu gặp Brasil ở phút 75 của trận đấu.

## Thống kê sự nghiệp câu lạc bộ
Tính đến 4 tháng 11 năm 2017.
| Câu lạc bộ            | Mùa giải            | Giải đấu            | Giải đấu | Giải đấu | Cúp quốc gia | Cúp quốc gia | Châu Âu | Châu Âu | Khác | Khác | Tổng cộng | Tổng cộng |
| Câu lạc bộ            | Mùa giải            | Hạng                | Trận     | Bàn      | Trận         | Bàn          | Trận    | Bàn     | Trận | Bàn  | Trận      | Bàn       |
| --------------------- | ------------------- | ------------------- | -------- | -------- | ------------ | ------------ | ------- | ------- | ---- | ---- | --------- | --------- |
| Chelsea               | 2014–15             | Premier League      | 0        | 0        | 0            | 0            | 1       | 0       | —    | —    | 1         | 0         |
| Chelsea               | 2016–17             | Premier League      | 0        | 0        | 0            | 0            | —       | —       | —    | —    | 0         | 0         |
| Chelsea               | Tổng cộng           | Tổng cộng           | 0        | 0        | 0            | 0            | 1       | 0       | 0    | 0    | 1         | 0         |
| Vitesse Arnhem (mượn) | 2015–16             | Eredivisie          | 25       | 7        | 1            | 0            | 0       | 0       | —    | —    | 26        | 7         |
| Liverpool             | 2017–18             | Premier League      | 7        | 0        | 0            | 0            | 1       | 0       | 2    | 0    | 10        | 0         |
| Tổng cộng sự nghiệp   | Tổng cộng sự nghiệp | Tổng cộng sự nghiệp | 32       | 7        | 1            | 0            | 1       | 0       | 3    | 0    | 37        | 7         |

## Danh hiệu
Đội trẻ Chelsea
- FA Youth Cup: 2013–14,[36] 2014–15[37]
- UEFA Youth League: 2014–15[38]

Liverpool
- UEFA Champions League á quân: 2017–18[39]

Bournemouth
- EFL Championship á quân: 2021–22[40]

Tottenham Hotspur
- UEFA Europa League: 2024–25[41]

U17 Anh
- UEFA European Under-17 Championship: 2014[42]

U20 Anh
- FIFA U-20 World Cup: 2017[43]